# Кей-Хосров (міфологія)
Кей-Хосров (перс. كی خسرو) — міфічний правитель Персії, один з героїв епосу поета Фірдоусі «Шах-наме». Його прототипом був бактрійський каві (жрець-цар) Хаушрава (при ньому Бактрійська держава досягла найбільшого піднесення), що ворогував з вождем турів (массагетів) Франграсьяном. Після підкорення Бактрії перським царем Киром II відбулося перетворення каві Хаушрави на перського царя Кей-Хосрова. Франграсьян став Афрасіябом, царем Турана.

## Правління
Відповідно до середньоперських джерел правління Кей-Хосрова тривало 60 років. Опис його життя й правління займає близько чверті поеми Шах-наме (близько 25 тисяч рядків), що набагато більше, ніж опис правління будь-якого іншого перського царя.